# Joc mortal (pel·lícula de 2020)
Joc mortal (títol original en anglès, Triggered) és una pel·lícula de comèdia de terror sud-africana coescrita i dirigida per Alastair Orr. La pel·lícula és protagonitzada per Reine Swart, Liesl Ahlers, Russell Crous, Steven John Ward, Cameron Scott amb Craig Urbani i Sean Cameron Michael. Un conjunt de nou amics es troben lligats a armilles suïcides per un antic professor i són obligats a matar-se els uns als altres fins que en quedi un. S'ha doblat i subtitulat al català.